# Hétvégi kirándulás
A Hétvégi kirándulás (eredeti cím: The Weekend Away) 2022-ben bemutatott amerikai thriller, amelyet Kim Farrant rendezett Sarah Alderson forgatókönyve alapján. A film Alderson 2020-as azonos című regénye alapján készült. A főszerepben Leighton Meester, Christina Wolfe és Ziad Bakri látható.
A film 2022. március 3-án jelent meg a Netflixen.

## Rövid történet
Egy horvátországi hétvégi kirándulás balul sül el, amikor egy nőt azzal vádolnak, hogy megölte legjobb barátnőjét. Miközben megpróbálja tisztázni a nevét és kideríteni az igazságot, erőfeszítései során egy fájdalmas titokra bukkan.

## Szereplők
| Szerep    | Színész          | Magyar hang       |
| --------- | ---------------- | ----------------- |
| Beth      | Leighton Meester | Mentes Júlia      |
| Kate      | Christina Wolfe  | Gáspár Kata       |
| Rob       | Luke Norris      | Fehér Tibor       |
| Pavic     | Amar Bukvić      | Schmied Zoltán    |
| Zain      | Ziad Bakri       | Karácsonyi Zoltán |
| Sebastian | Adrian Pezdirc   | Dér Zsolt         |
| Kovac     | Iva Mihalic      | Bognár Gyöngyvér  |

## Fogadtatás
A film a Rotten Tomatoes weboldalon 53%-os minősítést ért el 15 kritika alapján, 5/10 átlagértékeléssel.

## Fordítás
Ez a szócikk részben vagy egészben  a   The Weekend Away című angol Wikipédia-szócikk fordításán alapul.  Az eredeti cikk szerkesztőit annak laptörténete sorolja fel. Ez a jelzés csupán a megfogalmazás eredetét és a szerzői jogokat jelzi, nem szolgál a cikkben szereplő információk forrásmegjelöléseként.